# Douglas Hurley
Douglas Gerald Hurley (Endicott, 21 ottobre 1966) è un ex astronauta statunitense che ha partecipato a due missioni Shuttle (STS-127 e STS-135) e alla missione di collaudo SpaceX Demo 2 del veicolo commerciale Crew Dragon.

## Studi e carriera militare
Hurley ha conseguito una laurea in ingegneria civile all'Università Tulane ed è diventato Secondo Tenente nel Corpo dei Marines degli Stati Uniti dal Naval Reserve Officer Training Corps, nel 1988. Dopo la laurea, ha frequentato il The Basic School a Quantico e iniziato l'addestramento di volo nel Texas nel 1989, diventando Aviatore Navale due anni dopo. Negli anni seguenti ha fatto parte di due squadriglie, la VMFAT-101 di addestramento con l'aereo F/A-18 e la VMFA(AW)-225, venendo dispiegato per tre missioni nell'Oceano Pacifico. Nei quattro anni successivi ha frequentato numerosi corsi alla Naval Postgraduate School a Monterey, California. Nel 1997 è stato selezionato per frequentare la United States Naval Test Pilot School alla Base Patuxent River, Maryland. Come pilota collaudatore del F/A-18 è stato assegnato alla squadriglia VX-23, partecipando a numerosi voli di collaudo e diventando poi il primo Marines a volare con il F/A-18 E/F Super Hornet. Nei 24 anni di servizio nei Marines il colonnello Hurley ha accumulato più di 5 500 ore di volo su 25 aerei diversi.

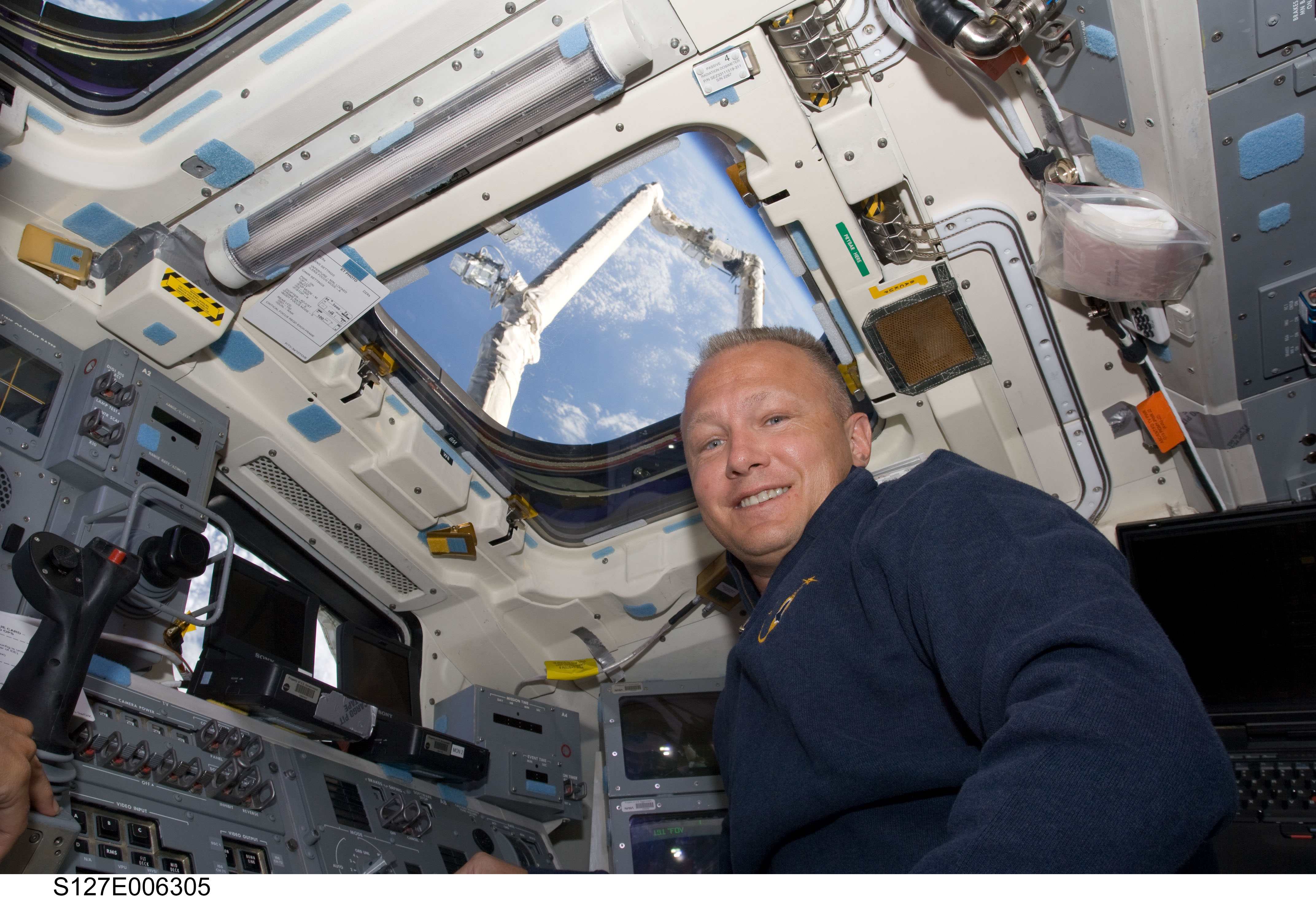
Hurley all'interno dello Shuttle Endeavour per la missione STS-127

## Carriera alla NASA
Hurley è stato selezionato come pilota del Gruppo 18 degli astronauti NASA a luglio del 2000. Dopo i due anni di addestramento base, è stato assegnato alle Kennedy Operations Support dell'Ufficio Astronauti come Cape Crusader a capo dell'Astronaut Support Personnel (ASP) per le missioni Shuttle STS-107 e STS-121. Ha fatto parte del Columbia Reconstruction Team al Kennedy Space Center e ha poi lavorato all'Exploration branch a supporto della selezione dell'Orion. Ha inoltre servito come Direttore delle Operazioni NASA al Centro di addestramento cosmonauti Jurij Gagarin della Città delle Stelle. Dopo la sua prima missione è stato Astronaut Office Safety Chief mentre nel 2011, concluso il programma Shuttle, è stato prima Assistant Director per il Flight Crew Operations Directorate (FCOD) e poi dal 2014 al Commercial Crew Program.

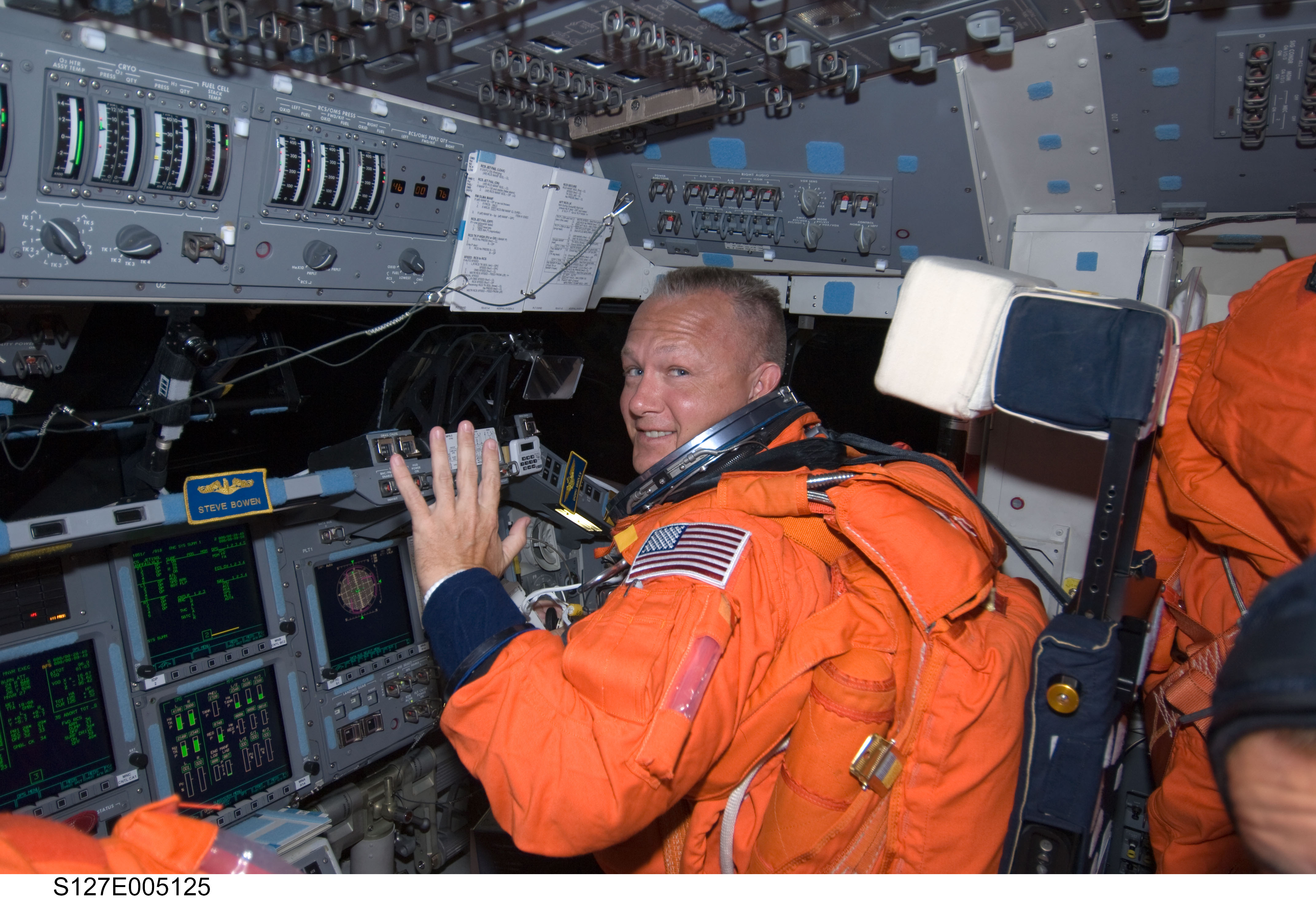
Hurley nel seggiolino del pilota dello Shuttle

### STS-127
Il 15 luglio 2009 è partito con il ruolo di pilota a bordo dello Shuttle Endeavour per la missione STS-127. La missione aveva come obiettivo la consegna alla ISS dell'Exposed Facility (JEM‐EF) e dell'Experiment Logistics Module Exposed Section (ELM‐ES) giapponesi, e il loro assemblaggio sul JEM grazie a cinque attività extraveicolari, durante le quali Hurley aveva il compito di manovrare il Canadarm2. Dopo 16 giorni in orbita l'equipaggio è atterrato a Kennedy Space Center.

### STS-135
Hurley è partito per una seconda missione l'8 luglio 2011 per la STS-135, l'ultima missione del programma Shuttle. Lo Shuttle Atlantis con il suo equipaggio ha consegnato il MPLM Raffaello con provviste e parti di ricambio per la ISS. Per la missione ha anche volato un sistema per indagare sul potenziale per il rifornimento robotico di veicoli spaziali esistenti ed è stato recuperato un modulo pompa di ammoniaca difettoso per aiutare la NASA a comprendere meglio il meccanismo mal funzionante e migliorare le pompe per i sistemi futuri. Il 21 luglio, dopo 12 giorni di missione, sono tornati sulla Terra.

### SpaceX Demo 2
Il 9 luglio 2015 la NASA ha selezionato Hurley, Robert Behnken, Sunita Williams e Eric Boe come astronauti che si sarebbero addestrati e avrebbero aiutato nella progettazione delle nuove navicelle commerciali con equipaggio, la Crew Dragon di SpaceX e la CST-100

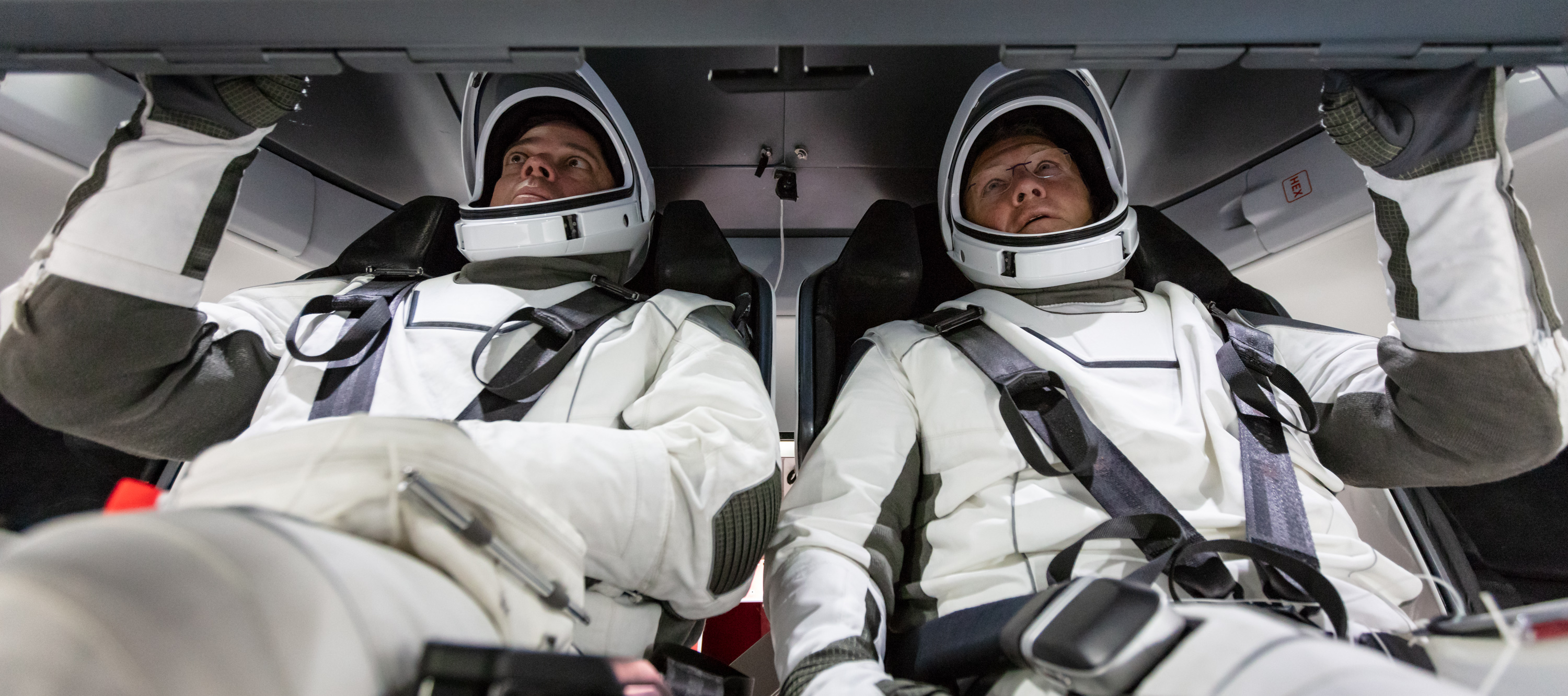
Hurley (sinistra) e Behnken a bordo della Crew Dragon di SpaceX durante la missione Demo 2

 di Boeing. Il 3 agosto 2018 hanno ufficializzato gli equipaggi delle missioni di prova e quelle operative dei nuovi veicoli; Hurley è stato il comandante del veicolo della missione di prova SpaceX Demo 2 lanciata il 30 maggio 2020. In qualità di comandante era responsabile del veicolo e del suo equipaggio durante le operazioni di lancio, atterraggio e recupero della navicella. Ha attraccato con Bob Behnken alla ISS il giorno successivo per prendere parte alla Expedition 63. Durante la missione di 63 giorni ha svolto test sui sistemi della nuova navicella, attività scientifica e ha aiutato nelle operazioni con il Canadarm2 durante tre attività extraveicolari. Al ritorno sulla Terra è ammarato a bordo della Crew Dragon nel Golfo del Messico dove è stato recuperato dalla nave Go Navigator.
A causa di questo viaggio, appare nel documentario Ritorno allo spazio del 2022 che racconta l'evoluzione del progetto SpaceX.

## Vita privata
Hurley è sposato con l'astronauta Karen Nyberg che ha preso parte a due missioni, di cui una a bordo della Sojuz verso la Stazione spaziale internazionale (ISS) dalla durata di circa 180 giorni. Nel tempo libero gli piace cacciare e trascorrere tempo con la famiglia nella Texas Hill Country.